# Wiekhaus

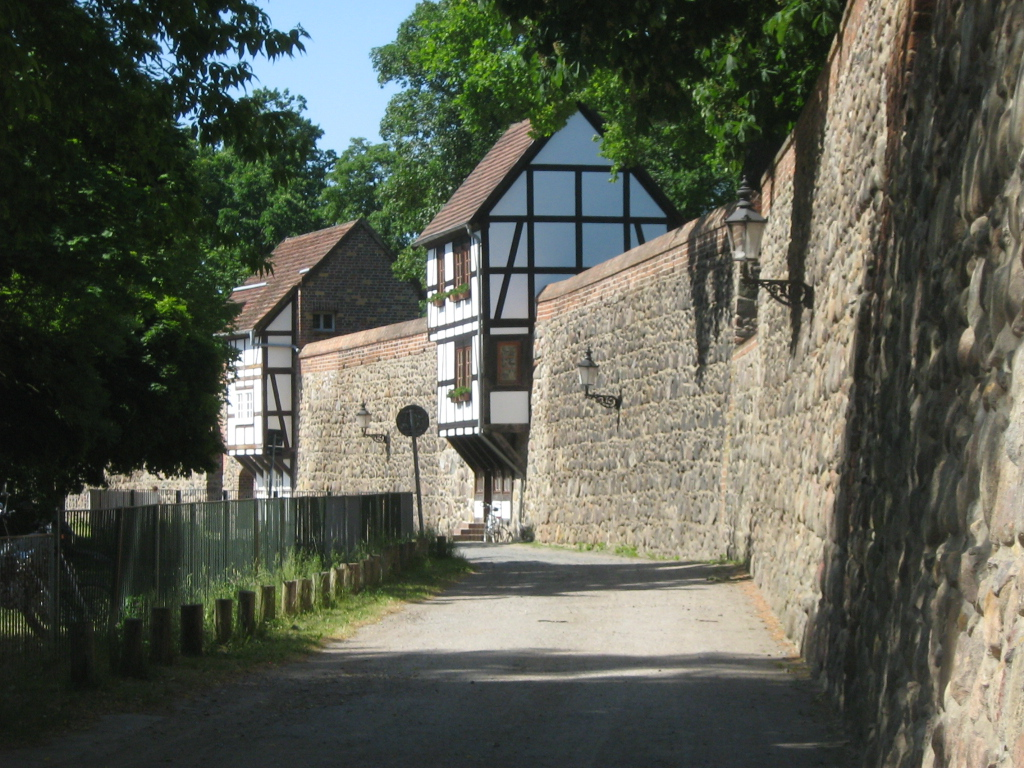
Stadtmauer Neubrandenburg mit Wiekhaus-Neubauten der 1970er und 1980er Jahre (heute 25 von ehemals 56 Wiekhäusern)

Wiekhaus, auch Wikhaus, Wieckhaus, Wieke, Wiechhaus, Weichhaus, Wichhäuschen (niederdeutsch Wikhus) ist eine Sonderform von Verteidigungsbauten, die vor allem im Nordosten Deutschlands (Mecklenburg, Vorpommern und Brandenburg) und als Wiechhaus am Niederrhein vorkommen.
Wiekhäuser dienten im Mittelalter der Beobachtung und der Verteidigung. Der Begriff wurde auch für Ausbauten von Dachschrägen gebraucht, die für einen Wachtposten Platz schufen. Wiekhäuser finden sich in und auf den Mauern und Türmen von Stadtbefestigungen sowie auf Kirchtürmen und Türmen von Burgen und Schlössern. Die bedeutendste mittelalterliche Stadtmauer, die von Köln, hatte auf der weniger gefährdeten und niedrigeren Rheinmauer eine Reihe von Wiechhäusern. Die Stadtbefestigung von Neubrandenburg zählte 56 solcher Wiekhäuser, die von Gransee 35.
In seinem 1205 verfassten Parzival unterscheidet Wolfram von Eschenbach zwischen wichus und ärker, allerdings ohne die Unterscheidungsmerkmale zu nennen. Der Begriff Wiekhaus ist seit dem 14. Jahrhundert sicher belegt.
Für den Begriff Wiekhaus gibt es verschiedene Erklärungsversuche. Die gängigste Erklärung ist eine Ableitung vom frühneuhochdeutschen Wiek: Ausweichen, zur Seite treten (in der Erweiterung: Bucht siehe auch: Wiek). Eine andere Ableitung bezieht sich nach dem Deutschen Wörterbuch auf das mittelhochdeutsche Wic = Kampf.
In Norddeutschland bezeichnet man als Wiekhäuser feldseitige Auskragungen mittelalterlicher Stadtmauern, die in einigen Städten zu kleinen Mauerhäusern oder -türmen ausgebaut wurden, so in Angermünde, Bernau, Brandenburg an der Havel, Jüterbog, Kyritz, Neubrandenburg, Templin und Salzwedel. In der Neumark sind gut erhaltene Beispiele in Friedeberg (heute Strzelce Krajeńskie) und Soldin (heute Myślibórz) erhalten. Sie sind in mehr oder weniger regelmäßigen Abständen in die wehrhafte Stadtmauer eingebaut, trugen zu deren Erhöhung und Stabilität bei und wurden an Stelle von Wehrgängen zu Verteidigungszwecken errichtet. Mitunter nutzte man die bestehende Mauer als Teil des Gebäudes. Im Armierungsfall musste das Haus den städtischen Truppen geöffnet werden.
In späterer Zeit – vor allem nach dem Dreißigjährigen Krieg – wurden Wiekhäuser verschiedentlich mit einfach-schmucklosen Fachwerkkonstruktionen zu kleinen Wohnhäusern, so genannten Wohnbuden, Wick-Buden (niederdt.: Wikbaud) umgebaut. Wiekhäuser gab und gibt es in vielen nordostdeutschen Städten, auch in Berlin und Rostock. Eine Besonderheit Templins ist die halbrunde Form aller Wieken als stadtseitig offener Schalentürme, die in anderen Städten nur vereinzelt vorkommt.

## Neubrandenburger Wiekhäuser
In Neubrandenburg sorgte man seit dem 17. Jahrhundert durch den Umbau von meist steinernen, wehrhaften Wiekhäusern zu Fachwerk-Wohnhäusern dafür, dass der mittelalterliche Mauerring um die Stadt intakt blieb und zugleich Wohnraum geschaffen wurde für Angehörige unterer sozialer Schichten der Stadtgesellschaft. Dieses Programm sozialer Wohnungsbau in Form von Wiekhäusern der zweiten Generation prägte das tourismuswirksame Bild der Stadt nachhaltig.
Ab Ende des 19. Jahrhunderts gerieten jedoch viele Wiekhäuser der zweiten Generation in Neubrandenburg zunehmend außer Nutzung, verfielen, wurden abgerissen oder brachen zusammen. Unter dem Vorzeichen des historisierenden Zeitgeschmacks wurden seit den 1970er Jahren in der Neubrandenburger Stadtmauer zum dritten Mal neue (!) Wiekhäuser errichtet. Diese Wiekhaus-Neubauten beschränken sich zwar konsequent auf eine typisch norddeutsche Formensprache des Fachwerkbaus. In ihrer Form orientieren sie sich aber nur grob an den Vorgängerbauten. Maßgeblich waren vielmehr Nutzungsabsichten und Organisationsgeschick der jeweiligen Bauherren (zumeist Neubrandenburger Betriebe) in Zeiten permanenter Baustoffknappheiten der DDR. Die meisten der neuen Wiekhäuser (3. Generation) fielen folgerichtig stark überdimensioniert aus. Ihr Raumkonzept ist den Vorgängerbauten nicht einmal grob ähnlich. Historisch an fast allen heutigen Wiekhäusern in der Neubrandenburger Stadtmauer sind deshalb vielfach nur noch ihr Standort und bisweilen Mauerwerksteile in unteren Bereichen.

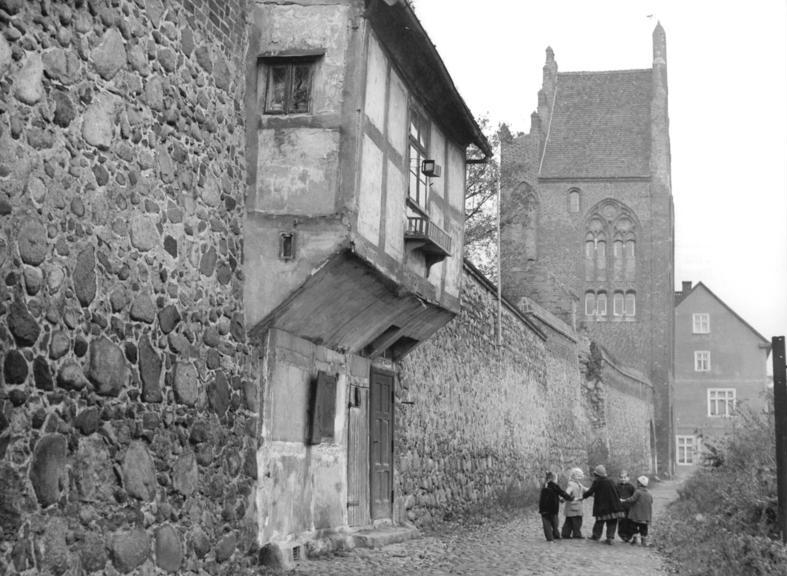
Historisches Neubrandenburger Wiekhaus, 1955
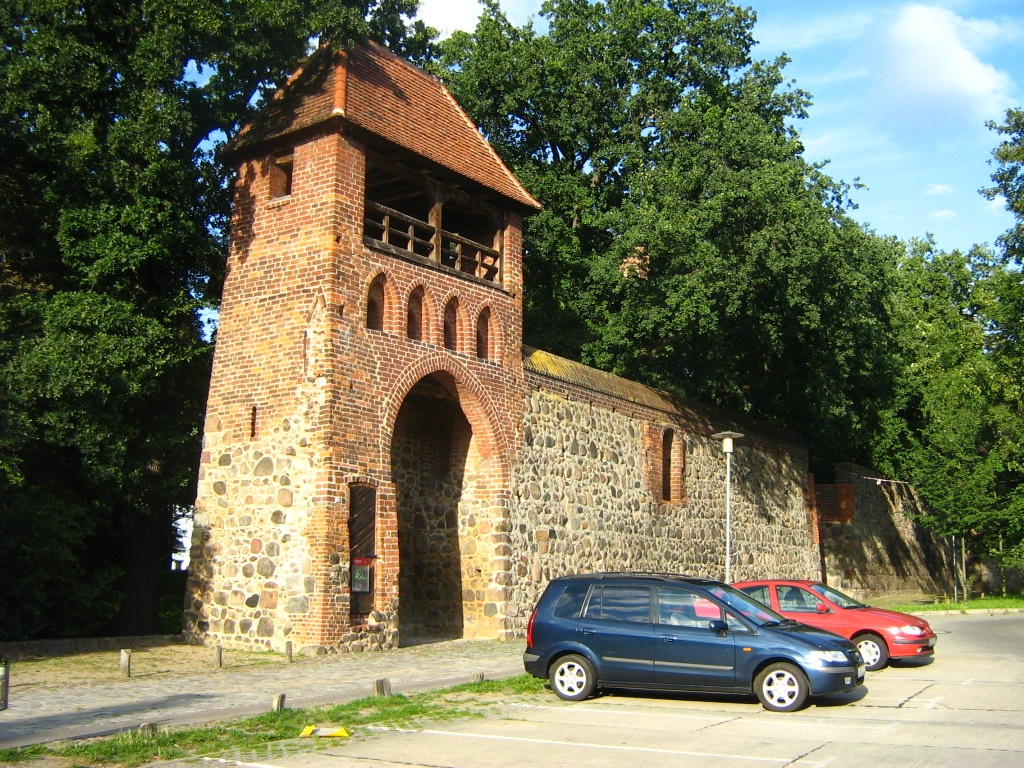
Rekonstruktion eines Wiekhauses im mittelalterlichen Ursprungszustand, um 1911
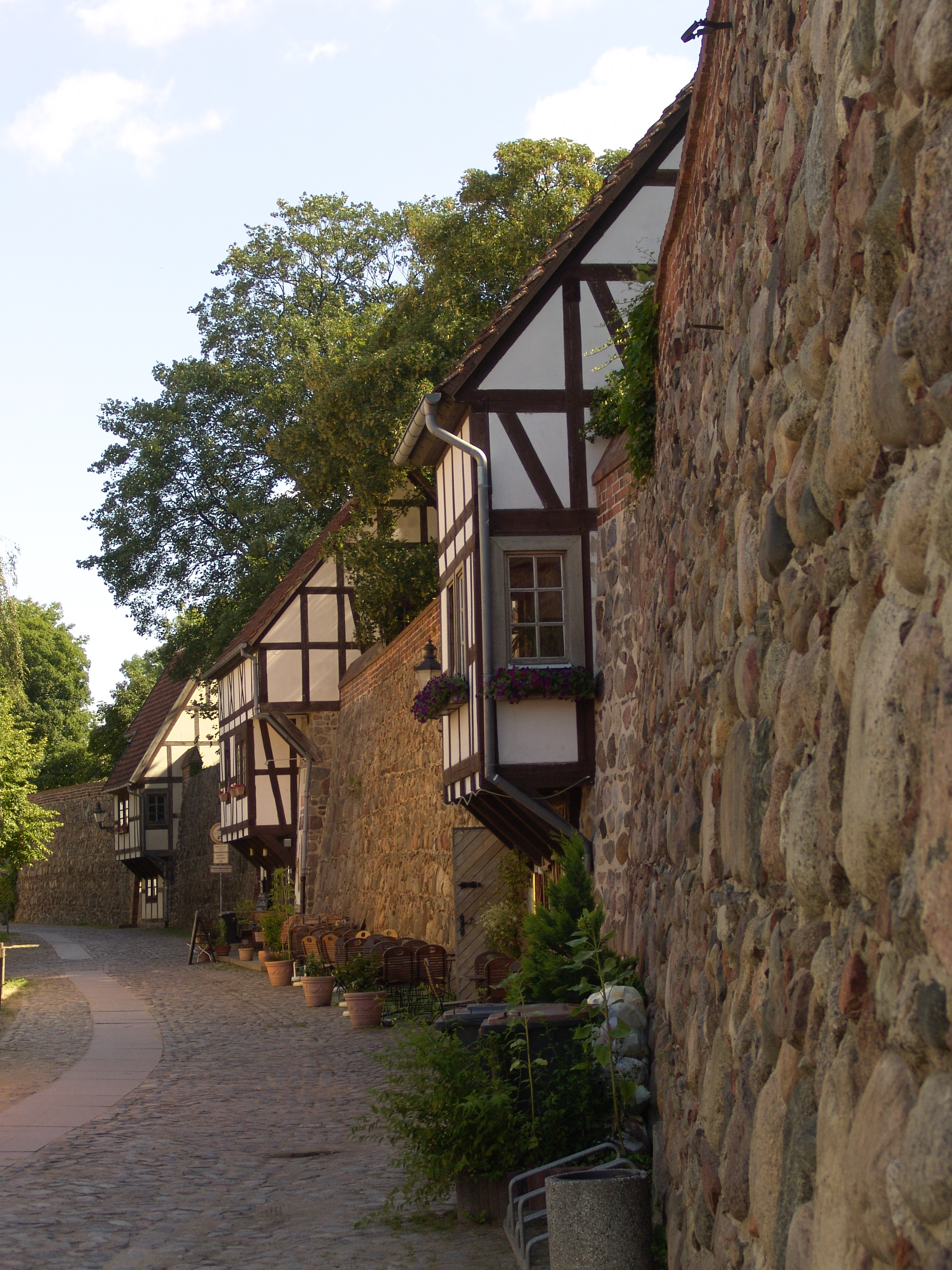
Stadtmauer mit Wiekhaus-Neubauten
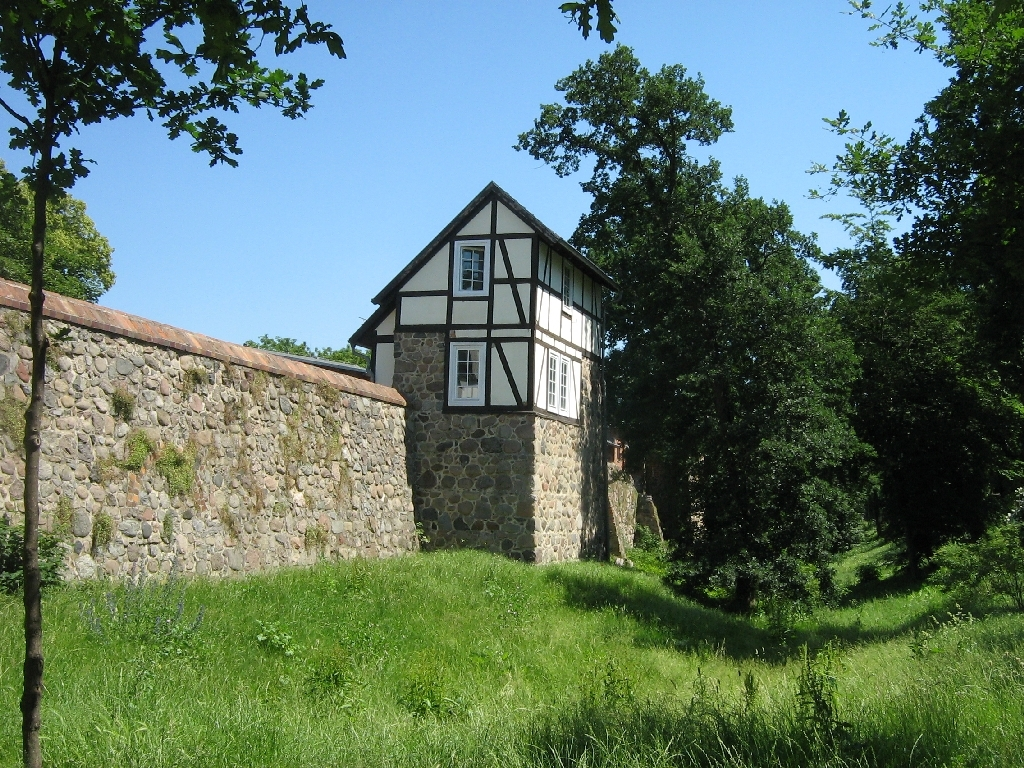
Feldseite eines neugebauten Wiekhauses

## Weitere Beispiele

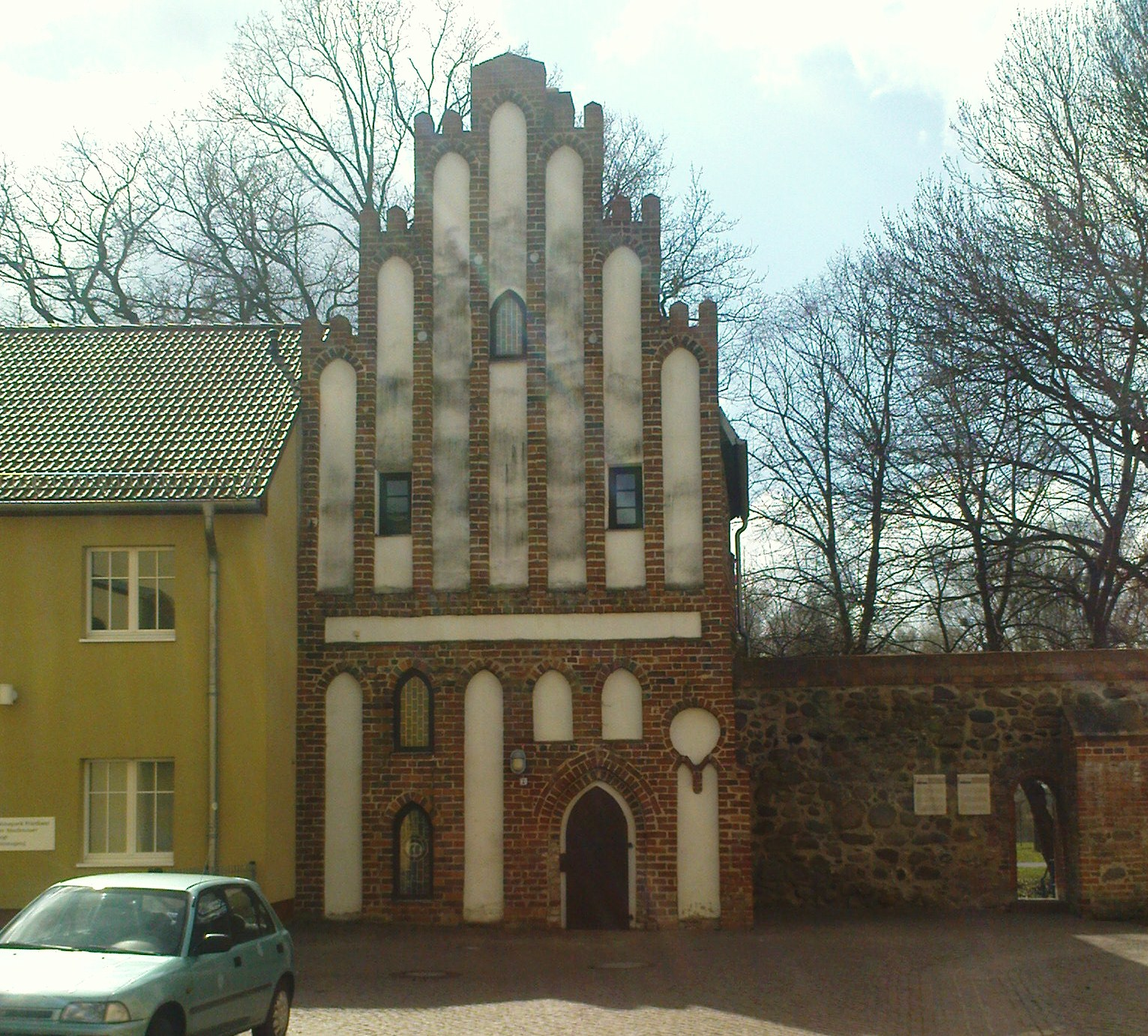
Wiekhaus Fischerburg in der Stadtmauer von Friedland mit Backsteingiebel und gotischer Blendarchitektur
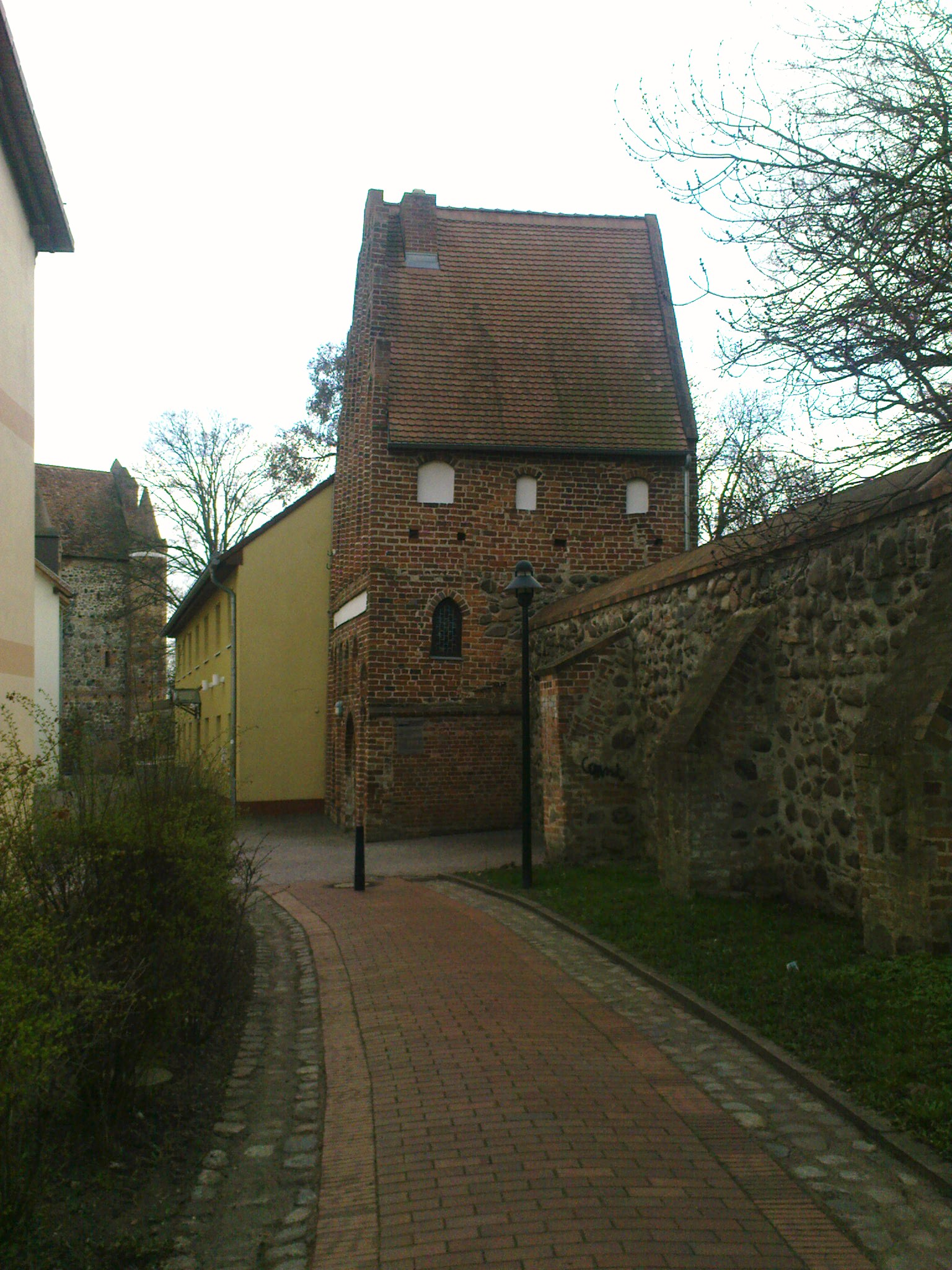
Wiekhaus Fischerburg in der Stadtmauer von Friedland
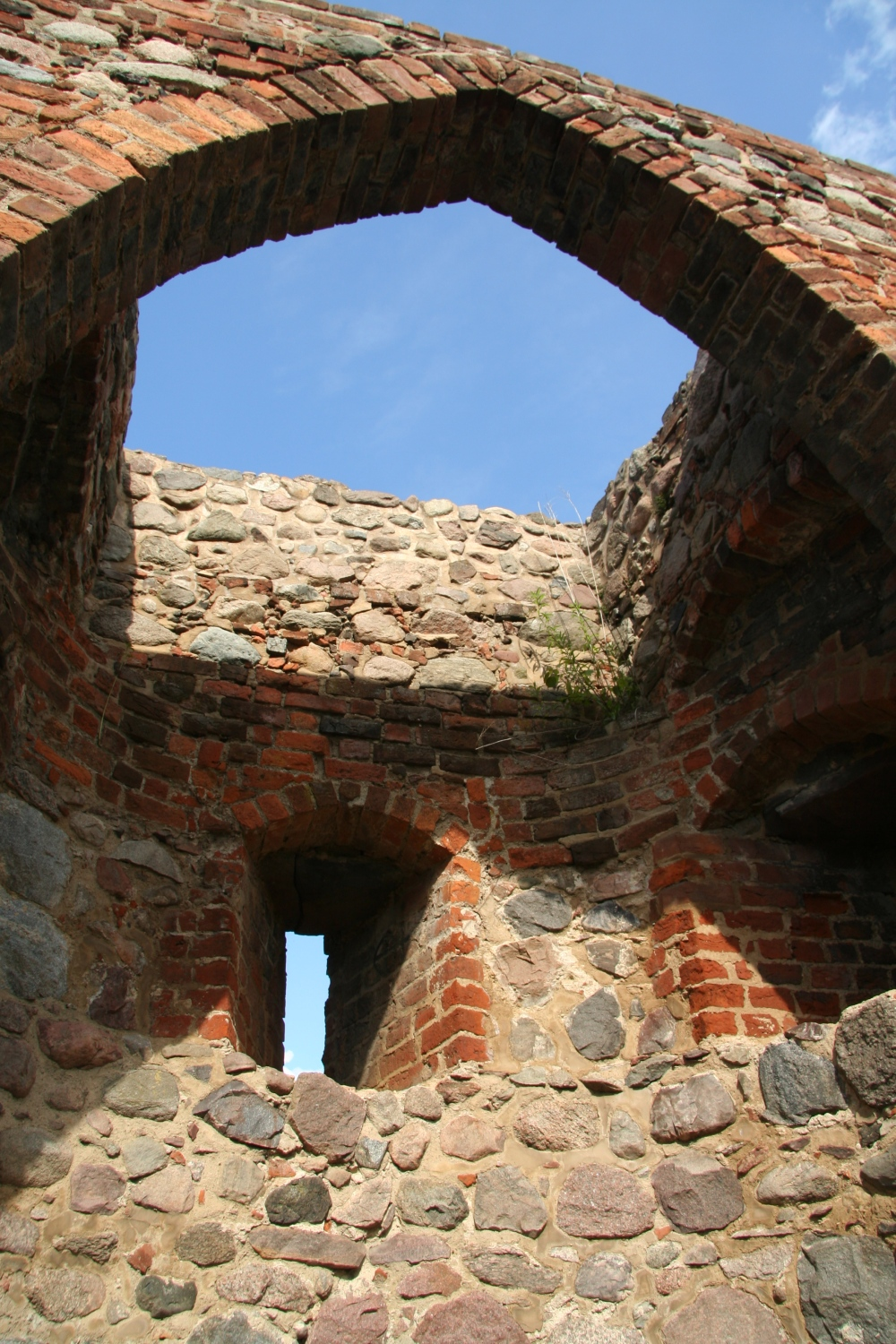
Wiekhaus in der Templiner Stadtmauer
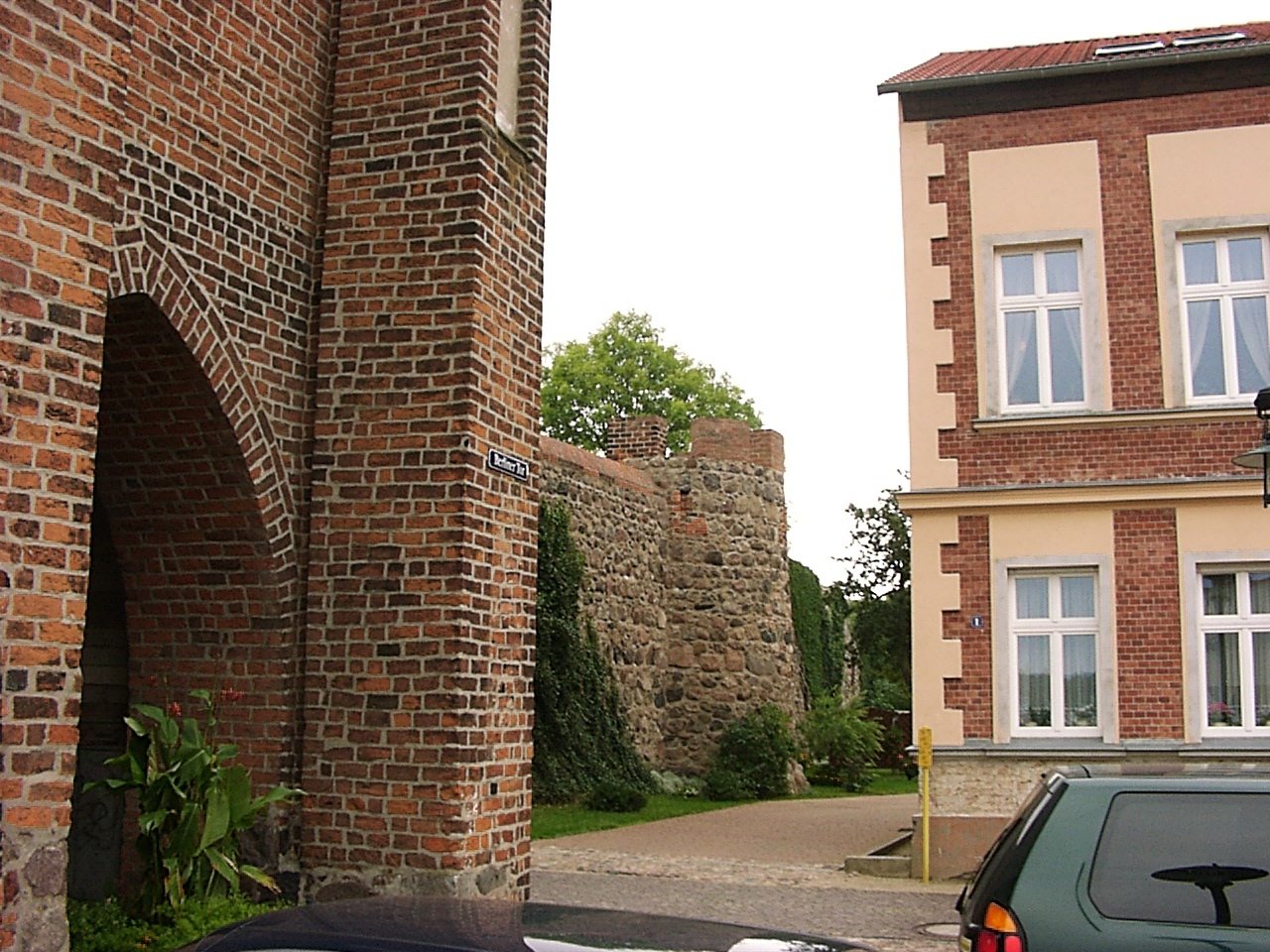
Wiekhaus in der Templiner Stadtmauer von der Außenseite neben dem Berliner Tor
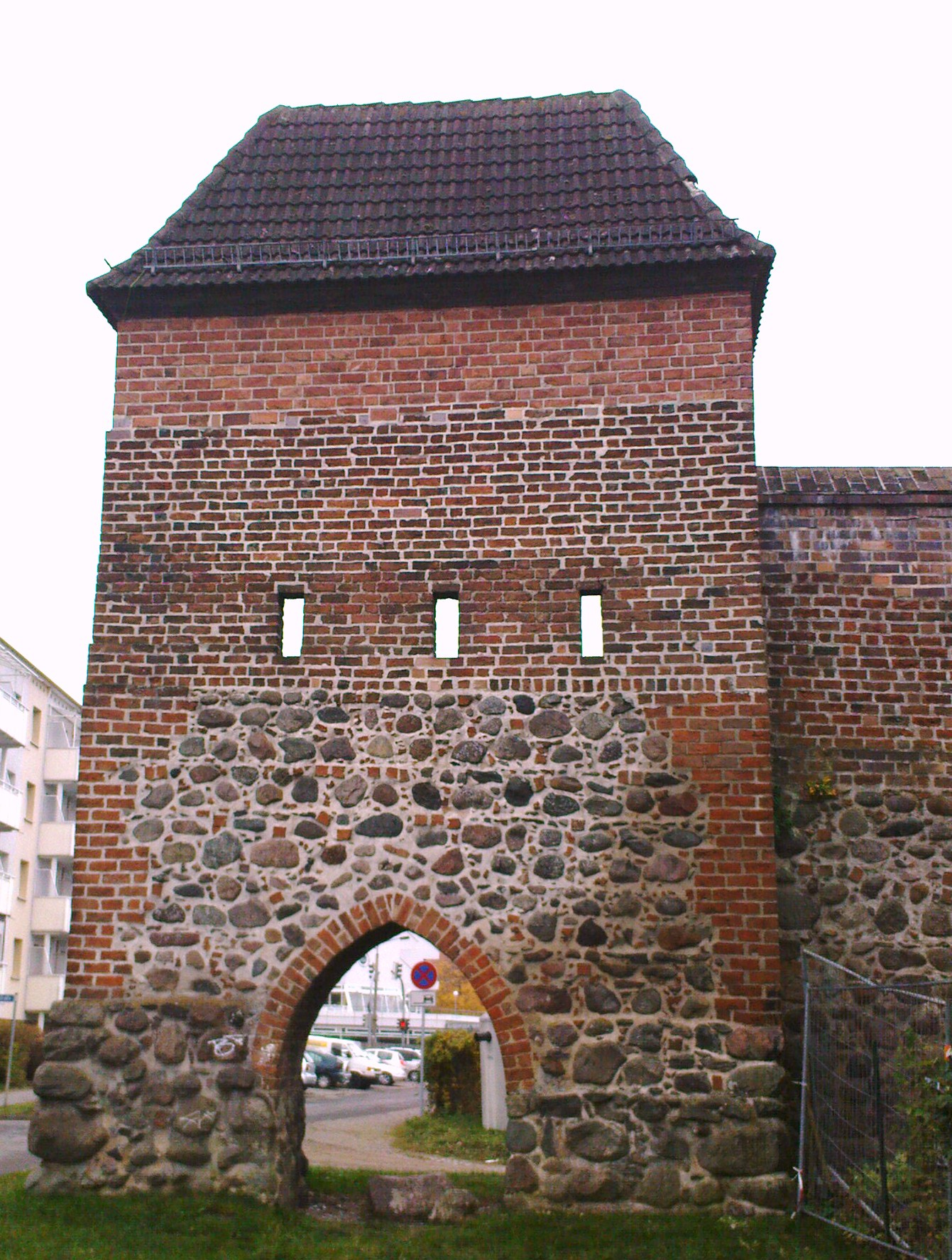
Wiekhaus in Prenzlau mit später eingefügtem Tordurchgang
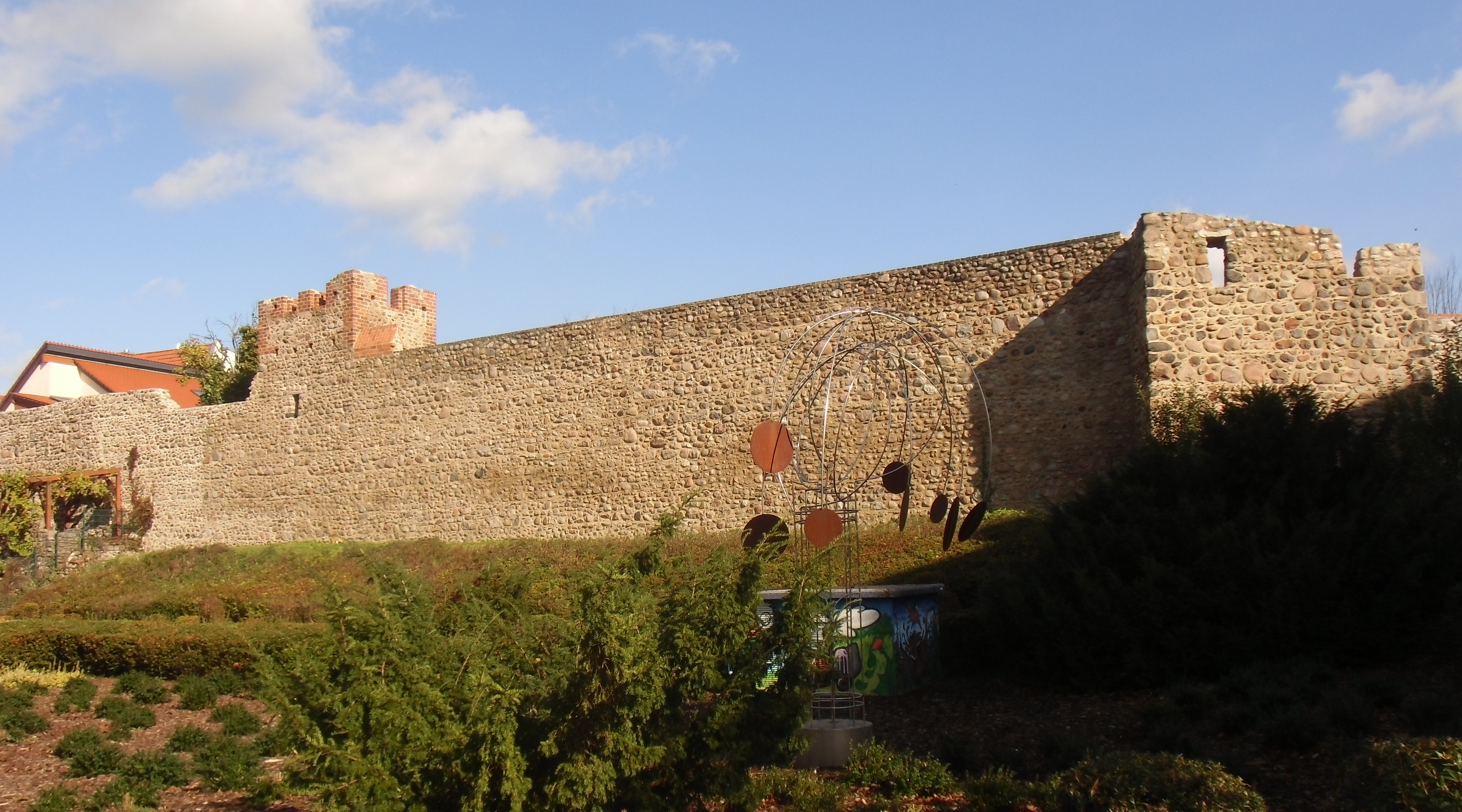
Stadtmauer von Strausberg mit Resten eines Wiekhauses
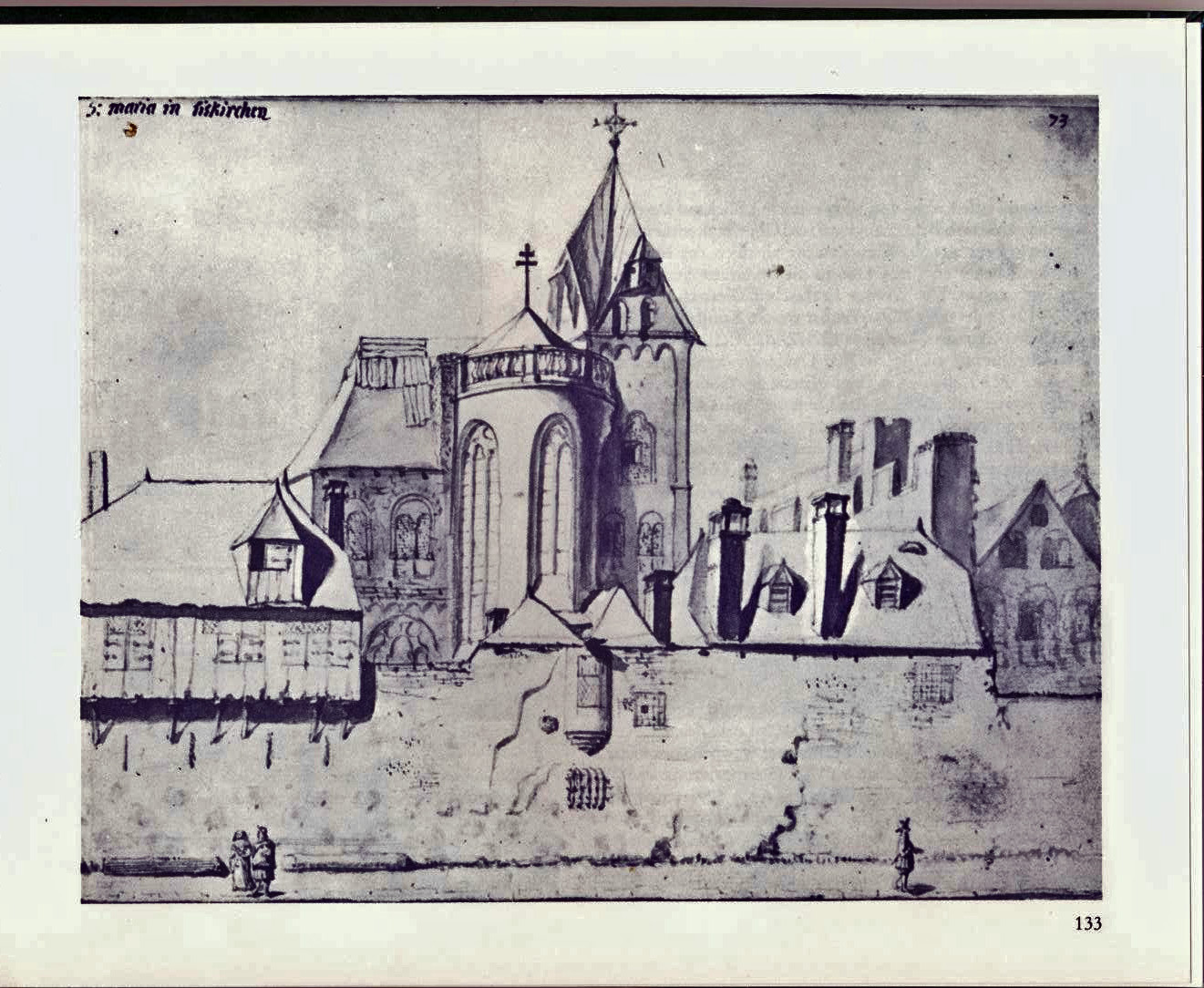
Wiechhaus auf der rheinseitigen Kölner Stadtmauer
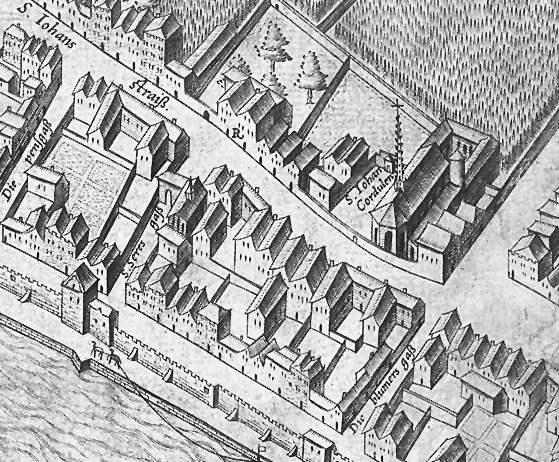
Rheinmauer Köln Ausschnitt Mercator 1571